# 林安儿
林安儿（Angie Lam），香港女性剪辑师，1989年任宝禾电影事业有限公司后期制作联络，后成为麦子善的剪接助手。1993年任电影《太极张三丰》剪接，首获金马奖最佳剪接提名。2001年，凭《恐怖热线之大头怪婴》获米兰电影展最佳剪辑奖。2005年凭借周星驰的《功夫》获得第24届香港电影金像奖最佳剪辑奖。

## 主要作品
- 失孤 （2015）
- 前任攻略 （2014）
- 西游降魔篇 （2013）
- 赤壁（下） (2009) 第29届香港电影金像奖最佳剪辑提名
- 赤壁（上） (2008) 第28届香港电影金像奖最佳剪辑提名
- 长江7号 （2008）
- 狗咬狗 (2006) 第一届亚洲电影大奖最佳剪接提名
- 十面埋伏 (2005) 任视觉特效总监，第58届英国电影学院奖最佳特效成就奖提名
- 七剑 (2005) 第25届香港电影金像奖最佳剪辑提名
- 功夫 (2004) 第24届香港电影金像奖最佳剪辑奖，第42届金马奖最佳剪辑提名
- 英雄 (2002) 第22届香港电影金像奖最佳剪辑提名
- 高度戒备 (1997) 第17届香港电影金像奖最佳剪辑提名
- 屯門色魔 (1994) 第14届香港电影金像奖最佳剪辑提名
- 黄飞鸿之三：狮王争霸 (1993) 第13届香港电影金像奖最佳剪辑提名
- 太极张三丰 (1993) 第30届金马奖最佳剪辑提名[1]